# バンジョーとカズーイの大冒険
『バンジョーとカズーイの大冒険』（バンジョーとカズーイのだいぼうけん、原題：Banjo-Kazooie）は、レア社（現・Xbox Game Studios）が開発し、任天堂から1998年12月6日に発売されたNINTENDO 64用コンピュータゲームである。同年6月29日にアメリカで、同年7月17日にヨーロッパでそれぞれ発売。
本項では、後にマイクロソフトから発売されたXbox 360（Xbox LIVE アーケード）版についても記述する。

## 概要
『ディディーコングレーシング』に登場したクマのバンジョーと、本作初登場の鳥のカズーイが冒険に出る物語。2匹が文字通り一心同体となって行動するという冒険形態が特徴の作品である。アクションゲームであるが、アクション性より謎解き・人助けといった要素を重視した作風はその後の同社作品の基となった。
このゲームの世界観は動物やモンスターに始まり、果てはアイテムも言葉を喋るものとなっている。
基本的なシステムは『スーパーマリオ64』を参考に作られており、箱庭タイプのステージ内に散らばった「ジグソー」「音符」を収集し、一定数を集めると次のステージへの道が開く。また、使うたびに残量が減るアイテムなど『スーパーマリオ64』には存在しない独自のシステムも多い。
本作はレア社がスーパーファミコン用ソフトとして製作していた、『Project Dream』というゲームが前身となっており、BGMがマッドナイトまんしょん等に再利用されている他、『2』で登場するキャプテン・ブラックアイは『Project Dream』で登場する予定のキャラクターであった。
また、日本では後述するCM放送やJR西日本と提携してのラッピングトレインの運行（使用車両は0系ファミリーひかり）が行われ、話題となった。特に後者はゲームの販売戦略としても新幹線の営業戦略としても異例で、同方法を取った最初の存在となった（2例目となったのは2008年7月からの約2か月間、東北・秋田・山形・上越・北陸各新幹線の車両にポケモンをラッピングした『ポケモン新幹線』）。積極的な宣伝活動も知名度は上がったが売り上げにはあまり繋がらず、2回目が行われることは無かった。
後年、レア社はこの作品のシステムを発展させて『ドンキーコング64』を開発した。そのため、両作品の間には「パッド」「消費型アイテム」「CボタンとZトリガーを組み合わせた操作」など類似点が多い。
TVCMは15秒バージョンと30秒バージョンがあり、アクションのおケツタマゴ・キツツキアタックを強調したものが放送された。またCM冒頭の歌は西城秀樹が担当している。
2008年12月3日にXbox 360向けにリマスター版がダウンロード専用ソフトとして配信。同年12月11日には、本作のポリゴンなどを再利用したXbox 360用ゲーム『バンジョーとカズーイの大冒険 ガレージ大作戦』が発売された。
2015年にはXbox 360版がXbox Oneの下位互換機能に対応した。
2022年1月21日には『NINTENDO 64 Nintendo Classics』の収録ソフトのひとつとして配信が開始された。バンジョーとカズーイの大冒険がNINTENDO 64以外の任天堂ハードで遊べるのはこれが初である。
バンジョーとカズーイの名は、当時任天堂の社長であった山内溥の子息である山内万丈と山内克仁にちなんで名付けられた。

## ストーリー
クルクルやまのふもとにある不気味な砦に住む悪の魔女グランチルダは、ある日鍋のディングポットに「この世で一番綺麗なのは誰？」と占った。ディングポットはグランチルダが綺麗と言い、彼女を満足させる。しかしディングポットは偶然チューティという女の子を見つけ「チューティこそが一番綺麗」だと言い変える。それを聞いたグランチルダは激怒し、チューティが本当に自分より綺麗なのか確かめるべく、愛用のホウキにまたがって外へ飛び出して行った。
当のチューティは兄のバンジョーと冒険旅行に行く為彼の家にやって来た。その時グランチルダが現れる。チューティを見つけたグランチルダは彼女の方へ飛んで来た。チューティの抵抗はむなしく彼女はグランチルダに誘拐されてしまう。バンジョーはこの騒動に全く気付かず気持ち良く眠っていたが、逆に騒動に気付いていた鳥のカズーイに叩き起され共に外に出た。現場に居合わせていたモグラのボトルズからチューティがさらわれた事を聞き、バンジョーとカズーイはグランチルダの砦へ向かう。
その頃砦の中では、グランチルダが自らが開発した他人の若さと美しさを吸い取る機械を使ってチューティの美しさを自分のものにしようと企んでいた。機械のエネルギーが貯まるまでにバンジョーとカズーイはチューティを助け出せるのだろうか……。

## 登場キャラクター
声優関連の出典はこちらを参照。

### 主要キャラクター
バンジョー (Banjo) （声：Chris Sutherland）
熊。このゲームの主人公。温厚な性格で優しく、正義感も強い。好きな物は蜂蜜と昼寝。機嫌が良い時はディスコダンスを踊るらしい。背中のカズーイとは一心同体と言ってもよく、大半の技も共同で行う。その人助けを好む性格がこのゲームの根幹の1つとなる。
カズーイ (Kazooie) （声：Chris Sutherland）
バンジョーの相棒のメス鳥。本作のもう1人の主人公。冒険の時はバンジョーのリュックサックの中に入って移動する。性格はバンジョーと違ってかなりキツく、やたらと口が悪い。一人称は「あたい」。ボトルズには「チキンちゃん」と呼ばれている。
チューティ (Tooty)
バンジョーの妹。この世界ではかなりの美人らしく、そのために美しさを欲しがるグランチルダによって連れ去られた。ゲームオーバーのデモではグランチルダに美しさを奪われ、怪物のような醜い姿になってしまう。楽器の演奏が趣味らしく、ゲーム起動時のデモではフルートを吹いている。
『2』では行方不明扱いで、グランチルダやバンジョーでさえその存在に一切触れていない。
ボトルズ (Bottles)
モグラ。行く先々で新たな技を教えてくれたり、進行のアドバイスをくれたりする。丁寧語で話す生真面目な性格だが、怒らせると怖い一面もあり、しつこくすると「データを消す」と脅迫する（この場面で本当に消されることはない）。また、自分の事を主人公だと思っている。バンジョーには「ボトルズ」と呼ばれるが、チューティには「モグラさん」、カズーイにはめがねをかけている事から「メガネくん」と呼ばれている。
マンボ・ジャンボ (Mumbo Jumbo) （声：Grant Kirkhope）
ガイコツのまじない師。バンジョーたちを色々な物に変身させ、彼らの冒険を助ける。変身のアイテム「マジックドクロ」が必要。魔法学校の先生をしていたらしく、グランチルダとも面識がある。ゲームオーバー時のムービーでは突如現れ、若返ったグランチルダを見るやいなや花を差し出し「グラちゃんきれい！マンボのがいこつやしきにもどっておいでよ？」と褒める発言をしているが、マジックドクロはグランチルダに隠されたとの事であり、クイズショーではとあるマスで変身させる際「早く魔女を倒してくれ」と発言している。一人称は「ミー」と「マンボ」。大抵は「マンボ」を用いる。
グランチルダ(Gruntilda) （声：Chris Seavor）
本シリーズの宿敵となるワガママで意地悪な悪の魔女。緑色の肌をしており顔は細いが首から下はやや肥満体。日本国外版では「Grunty」と略される事が多い。美しさを欲しがりバンジョーの妹 チューティを連れ去った張本人でもある。一人称は「わし」。
会話の要所を伸ばしたり小文字を増やす独特のしゃべり方をするが（例：しゅゅゅやくは　わしぢゃゃゃ）、自分でもなぜそんなしゃべり方をするのか分かっていない模様。ただし気にしてはいない。英語版では脚韻を踏んで話す。
ゲームオーバー時のムービーでは、チューティの美しさを奪い、細身でグラマーな美女へと若返る。
ゲーム内のステージのいくつかはグランチルダが経営しており、実業家の一面も持つ。ただし、そのどれも衛生環境や安全性などが最悪である。
クイズが好きで終盤ではクイズショーを開催しバンジョー達を試すが、これを破られた事で逃走する。そして砦の屋上でバンジョー逹と決戦を繰り広げるも、最後は彼らが起動させたジンジョネーターの攻撃によって砦から落とされ、一緒に落ちてきた大岩によって地面に埋められてしまった。
前述の通り意地悪な性格であるが、シリーズを一貫して「自分で決めたルールは自分自身にもキチンと適用し、結果自分が不利になる結果に陥っても頑固に従う」という馬鹿正直なまでに律儀な一面があり、前述のクイズショーでもバンジョーがクイズショーを突破した際には嫌味と負け惜しみを垂れつつも宣言通りにチューティを解放している。
ブレンチルダ (Brentilda)
グランチルダの妹。妖精の姿をしている。姉を反面教師として育ってきたためとても心優しい。姉の下を逃げ出した後はグランチルダのとりでのあちこちでバンジョー達の下に現れ、姉の想像を絶する生活の実態を教えてくれる。一見ただのサブイベントにも見えるが、この話の内容が後に重要な役割を果たすこととなる。バンジョー達の体力を回復してくれる事もある。
クランゴ (Klungo)
グランチルダの部下であり、専属の科学者。本作ではデモ画面に登場するのみで、バンジョー逹と実際に対面する事はない。言葉は全てカタカナ表記。英語版ではつづりの「s」を伸ばして話す。ゲームオーバー時のデモでグランチルダを美女にする事に成功する場面があるためそれなりの腕はある模様。エンディングではグランチルダを助けようと岩を押している。

### 仲間達
ジンジョー (Jinjo) （声：Grant Kirkhope）
各地にバラバラになっている精霊と思われる存在。グランチルダにより各ステージに閉じ込められている。各ステージに青・緑・黄色・ピンク・オレンジの5色が1匹ずつおり、一度のステージ巡回で全て助けるとジグソーピースをくれる。ただし途中で中断するとそのステージの回収は最初からやり直しとなる（移植版では中断してもジンジョーの回収はその時点の状態からとなる）。ラスボス戦では緑・黄色・ピンク・オレンジのジンジョーが出現し、攻撃を行ってくれる。
ジンジョネーター (Jinjonator)
とても大きな体格を持つ、無敵の青ジンジョー。ラストボス戦で登場する。初めは石像の姿だがバンジョー逹がエネルギーを与えた事で石像から出て来て起動し、とどめとしてグランチルダを砦の頂上から突き落としたが、自身も砕け散ってしまう。
チイト (Cheato)
魔法の本。砦の3か所に登場するが、どの場所も見つけづらい。もともとはグランチルダの所有物であったが、彼女がどこに置いたか忘れたらしく、そのまま放置されていた。既にグランチルダへは見切りをつけているらしく、見つけることができれば秘密の魔法（チイトのコード）を教えてくれる。名前の由来は「ズル」を意味し、ゲームの改造も意味する「チート」。
ディングポット (Dingpot)
グランチルダにこき使われている鍋。占いなどの用途に使われるが、ゴミ箱同然に使われているためにとても汚く、カズーイからは臭いという理由で嫌がられる。散々な扱いをされてきたせいか、本人はグランチルダの事を良くは思っていない。昔、シチュー鍋の彼女がいたが、グランチルダによって穴あき鍋にされてしまったらしい。
みつばちの巣箱
各地に置かれており、壊すと3個のはちみつエネルギーが手に入る。冒険の後半になると蜂が巣箱を守っているものもいて、その巣箱を壊すと蜂が襲い掛かってくる。
魔法のおなべ
とりでの至る所に立っている魔法の鍋。赤色・茶色・青色・黄色の4色ある。同色の物2個で1セットになっており、両方見つけたあとでおなべに飛び込むことでもう片方のおなべのところまでワープさせてくれる。片方しか見つけていない状態で飛び込んでもそのまま放り出されるだけ。
ジュジュ (Ju-ju)
マンボまうんてんにいるトーテムポール。マンボの所有物らしい。段数は4段で、青いタマゴが大好きらしい。常に反時計回りに回転しており、段数が少なくなるほど速くなる。
名前は「魔除け」という意味。
チンピー (Chimpy)
オレンジが大好きなサル。コンガが邪魔してオレンジを食べられず、困っている。オレンジをあげると足場を上げてくれる他、ジグソーもくれる。
なお、『ドンキーコング64』において、カメラを映しているとされている（直接姿を見られることは無い）。
リーキー (Leaky)
バケツ。底に穴が開いている。穴を埋めると近くにある池の水をくみ出してくれる。これによる地形の変化はセーブデータには記録されず、ステージを出ると元通りになってしまうため、このステージを訪れるたびにこのイベントを行う必要がある。
名前は「漏れ穴のある」という意味。
キャプテン・ブラバー (Captain Blubber)
カバ。船の船長だが、泳げない。船が宝ごと沈んだために回収できずひたすら泣いている。金塊を二つ回収してあげるとお礼のジグソーピースを渡し、金塊を自分の用途に使うため立ち去る。エンディングではジェットスキーを乗り回している。
名前は「泣きじゃくり」という意味。
リトル・ロックアップ (Little Lockup)
特殊な宝箱。移動する×マークに何度もくちばしバスターを当てていると出現。破壊するとジグソーが手に入る。後述（敵の項目）のロックアップと違って跳ね回るが、当たってもダメージは受けない。
ニッパー (Nipper)
「ボス」の項目を参照。巨大なヤドカリ。
クランカー (Clanker)
魚型のロボット。説明書には「機械仕掛けのクジラ」と書かれているが、体にはえらがあり、尾びれは垂直に付いている（この2点は魚類の特徴であり、哺乳類であるクジラには存在しない）。五感や喜怒哀楽を持っている。グランチルダの命令で下水道の奥深くに鎖でつながれ、ゴミ潰しをさせられている。長い間整備もされずにゴミ潰しをさせられていた為、塗装の剥れも激しい上に整備不良で各所が老朽化しており、ゴミの圧砕に使う歯も劣化している（本人いわく「虫歯」）。鎖をはずして彼を助けるとジグソーをくれる上、体内に入る事が出来るようになり、多くのジグソーピースが手に入る。潮吹き穴の部分にはボルトがついており、体が水中から浮上すると潮を噴いて一定間隔で上下するようになる。
名前の由来は「clunker:ポンコツ」から。
グルウプ (Gloop)
魚。クランカーが繋がれている鎖の根本で酸素の泡を吐いており、この泡を取るとバンジョーの酸素が少し回復する。
タンクタップ (Tanktup)
ブクゲコぬまに登場する巨大なカメ。手足がかじかんで引っ込められずにいる。衝撃を与えて手足をひっこめさせればジグソーをくれるほか、中に入る事ができる。中にティップタップ・コーラス団がいる。
ティップタップ (Tiptup)
コーラス団の先生をするカメ。彼と同名のカメがバンジョーと『ディディーコングレーシング』で共演しているが、関連は不明。
ティップタップ・コーラス団 (The Tiptup Choir)
なぜかタンクタップの体内にいるカメの集団。バンジョー達に音当てのミニゲームを出題する。
ワニ
名前は不明。ブクゲコぬまに登場する、頭だけの、緑色の巨大なワニ。移動はしない。鼻の穴に入るとミスター・バイルのミニゲームに挑戦できる。ニッパーやタンクタップとは違い、セリフなども無いうえ、スタッフクレジットにも登場しない、単なる地形に近い存在。
クロコタス (Croctus)
ブクゲコぬまに登場する金色のワニ。タマゴが大好きでタマゴを食べさせると消え、別の場所に別の目の色のクロコタスが登場する。全部で5匹おり、後に登場するものほど口の動きが速い。
名前は「クロコダイル」から。
ミスター・バイル (Mr. Vile)
巨大なワニの中にいる赤いワニ。2種類の野菜（おいしく赤いヤムブリーとまずくて黄色いグラムブリー）を食べ分ける勝負を挑んでくる。今まで一度も負けたことがないため極めて傲慢で、勝負に負けた相手には鍛える名目で噛みついてくる。語尾に「ワニ」をつけて話す。
名前の「vile」は「嫌な」の意味。
ウォーザ (Wozza)
寂しがり屋なセイウチ。なぜかバンジョーとカズーイ（彼曰くクサいクマとヘンなトリ）を嫌うが、セイウチに変身した姿で訪れると、久しぶりに同族に会えた喜びで、友好的に振舞ってくれる。ジンジョーが彼の家にいるが、「うるさいオレンジ色のヤツ」とやはり嫌っている。
ツウィンクリーズ (The Twinklies)
装飾用の電球の集団。天敵のツウィンクリー・マンチャーを倒してうまくツリーまで誘導してあげると、ツリーをきれいに飾り付けてくれる。その後、スイッチを入れてツリーの星をくぐればライトアップされる。
ボギー (Boggy)
白熊。3児の父だが、子供の世話は全くせず、そりのレースに夢中になっている。拾ったキラキラしたものを食べたことで腹を壊して動けなくなっており、吐き出させて救出しなければレースはできない。
グロッギー (Groggy) 、ソギー (Soggy) 、モギー (Moggy)
ボギーの子供。ピンク色の帽子とタイツをはいているのがグロッギー、緑色のタイツをはいているのがソギー、青色のタイツをはいているのがモギーである。父親がクリスマスプレゼントを何時まで経っても持って来てくれず泣いている。
ゴビ (Gobi)
ラクダ。ゴビバレーさばくの日向で鎖につながれている。鎖を外してあげるとお礼にジグソーピースをくれる。かなり自分勝手で、鎖を外してもらった後にのどが渇いて困っているトランカーの木陰を借りたにもかかわらず、水を分け与えようとはしなかったため、バンジョー達によって強制的に水を吐き出させられる。カッチコッチなもりでもバンジョーたちと再会するが、その時も同じ目に遭った結果、バンジョーたちに見つからないよう溶岩の世界へと逃げる。
次回作で彼の言う「溶岩の世界」にあたるステージが登場し、彼とのエピソードはこの一部始終の続きになっている。
トランカー (Trunker)
ゴビバレーさばくでのどが渇いて困っている木。水を飲ませてあげると急速に背が伸び、ジグソーピースをくれる。
いにしえのモノ (The Ancient Ones)
謎の像。頭に付いた六角形の輪をくぐれば別の場所に現れ、はじめは魔女を倒してやると冗談で言い、5体全てくぐると冗談のお詫びとしてジグソーをくれる。5体が現れる場所はすべてジンクシーの周り。
キング・スナケツ (King Sandybutt)
ゴビバレーさばくのピラミッドに葬られている王様。故人であるためバンジョーたちと対面することはないが、宝を狙う者には命がけの迷路の試練を課す。
名前の「sandy」「butt」はそれぞれ「砂の」「尻（=ケツ）」を意味する。
ジンクシー (Jinxy)
犬型のスフィンクス。スフィンクスなのに鼻づまりに悩まされている。タマゴで鼻づまりを解消すれば体の中に入れてくれる。
名前の由来は「jinx:悪運をもたらすもの」だが、特に彼が原因で騒動や不幸に巻き込まれるようなことは無い。
ルビィ (Rubee)
ピラミッドに住んでいる蛇使い。器にタマゴを5つ入れるとヒスタップが首を伸ばしてくれてジグソーピースが取れるようになる。語尾に「アル」をつけて話す。カズーイ曰く「笛吹き兄ちゃん」。
テューツ (Toots)
ルビィのペットらしき生き物。
ヒスタップ (Histup)
ルビィの相棒の蛇。ジグソーピースをとるときに力になってくれる。
グラッバ (Grabba)
ジグソーを大事に持っている、とても素早い手だけのミイラ。1000年間素早さで負けたことはなく、半端なスピードでジグソーピースを狙って近づいても、素早く地面に潜ってしまう。ジグソーの死守のみに集中しているため、同じミイラのスラッパとは異なり、攻撃はしてこない。
名前は「grab:つかむ」のもじりと思われる。
ロッゴー (Loggo)
マッドナイトまんしょんの3階のバスルームにいるトイレ。カボチャに変身していれば流されることができる。
タムブラー (Tumblar)
まじないボードのやかたでミニゲームを出題するコマの様な生物。挑発的なしゃべり方をすることがある。
名前は「tumbler:平底の大きなコップ」のもじりと思われる。
モーツハンド (Motzand)
手だけの巨大な幽霊で、教会のパイプオルガンの名手。自分の演奏について来られる相手を求めている。完璧に模写することが出来ると、ジグソーをくれる。
ツボ
名前は不明。教会の墓石の近くに5つある。目がついていて、卵を入れると低い声でゆっくりと「サンキュー」と言って花を咲かせる。全てのツボに花を咲かせると最後のツボがジグソーピースをくれる。
ナッパー (Napper)
マッドナイトまんしょんに登場する緑色の幽霊。グランチルダの命令で、ジグソーピースを守っている。普段は半透明の状態で寝ているが、音にはかなり敏感で、木床を歩くと床が軋む音に反応して起きて実体化し、侵入者の邪魔をする。
名前の由来は「うたた寝をしている人」という意味。
スノーケル (Snorkel)
サビサビみなとで船の碇に挟まれているイルカ。錨を上げて救出すればジグソーをくれる。
名前は「シュノーケル」の意味。
ナーティ (Gnawty)
カッチコッチなもりに登場するビーバー。自分の家の入口が岩でふさがれてしまい困っている。夏に岩を破壊できるがすぐには入れず、お礼のジグソーをもらうには秋・冬に入れる彼の家を訪れる必要がある。外見は『スーパードンキーコング』に登場したノーティーとそっくりであり、英語版の名前のつづりもノーティーと一致している。
エアリー (Eyrie)
ワシ。カズーイと比較してもかなり大きい。春に卵を割ったり、夏と秋に青虫をあげたりして彼の成長を助けてあげると、冬に巣を去るときにジグソーをくれる。性別はオスの様子。
名前の「eyrie」 (=aerie) は鳥ではなく高所にある鳥の巣を意味する。
ナブナッツ (Nabnut)
リス。ドングリが好物で、夏にドングリを食べ過ぎたことで冬支度の備えが尽きてしまったため、秋にジグソーピースと引き換えにドングリを集めてくれと頼んでくる。彼女（名前は不明）がいるらしく、冬眠する時は彼女と一緒に冬眠する。

## ボス
コンガ (Conga)
ゴリラ。縄張りに侵入すると木の上からオレンジを投げてくる。頭は良くない。地面にはまっているプレートをとても大事にしている。直接対決をすることもあり、その際の狙いは非常に正確。ジグソーを2つ隠し持っている。
ニッパー (Nipper)
巨大なヤドカリ。自分の周囲を専用ビーチだと言い張り、近づくと攻撃してくる。移動はしない。倒すと悲鳴を上げて殻にこもるが、中に入ってもニッパーの本体はいない。
名前は「はさむ」の意味。
ミューティ・スニピット (Mutie-Snippet)
左目と右のハサミが肥大化したスニピット。能力は緑のスニピットと同様だが、一度に集団で戦いを挑んでくる。クランゴ同様言葉はすべてカタカナ表記で、英語版では「s」を伸ばして話す。全滅させればジグソーを出す。
名前の「Mutie」は「Mutant:変異体」から（英語版では登場時に「Snippet Mutants」と名乗っている）。
フリビッツ（黄色）
赤より耐久力が高く、徒党を組んで襲ってくる。全員倒すとジグソーをくれる。
ボス・ブーム・ボックス (Boss Boom Box)
巨大な木箱。ただしブーム・ボックスと異なり爆発せず、攻撃を当てるごとに2つに分裂していく。分裂させた回数が多くなるほど箱は小さくなり、耐久力も下がっていくが、合計3回分裂するため最終的には最大8体がうろつくことになる。小さくなるほど攻撃を受けたときの声が高くなる。
ザバス (The Zubbas)
ハチ。巣の中にあるジグソーを守っており、侵入者が入ると集団で次々と襲ってくる（ただし同じハチならば歓迎するし、ダメージも受けない）。語尾に「でアリマス」とつけて話す。実は警備ばかりで退屈していたという。

## ステージ
クルクルやまのふもと (Spiral Mountain)
四方を崖に囲まれた盆地。クルクル山を中心にバンジョーの家やグランチルダのとりでが建っている。比較的温暖な気候で水も豊富なため、野菜型のモンスターが跳ね回っている平和な土地である。
グランチルダのとりで (Gruntilda's Lair)
グランチルダが住んでいる場所。グランチルダの顔の形をしており、入口は口の部分。外見に反して内部はとても広く、各部屋が複雑に繋がっている。いたるところにオンプドアや仕掛けがあり、すみずみまで散策できるのはゲーム終盤になってから。散策していると一定時間毎にどこからともなくグランチルダの声が聞こえてくる（最終決戦をクリアした後は聞こえてこなくなる）。各ステージへの入口もとりで内にあるが、初めはドアがロックされており入れないため、ステージに対応するジグソーパネルをとりでで見つけ、パネルの前にある台座に立って抜け落ちたピースをはめる必要がある。ステージで集めたジグソーはここで消費されることになる。なお、ステージの入口とジグソーパネルの付近では、BGMがそのステージの雰囲気に近いものに編曲される。
マンボまうんてん (Mumbo's Mountain)
グランチルダのとりでから行ける最初のステージ。小高い山を中心に展開し、池や急斜面もある。また、マンボが初登場する。
おたからザクザクびーち (Treasure Trove Cove)
海の真ん中に浮かぶ小島が舞台のステージ。島にはかなり高い山もあり、場所によって印象ががらりと変わる。一方、海にはスナッカーが住んでいる。また、このステージにある砂の城ではチイトコードを打ち込める。
シャークックあいらんど
おたからザクザクびーちの沖に浮かぶ謎の島。島の名前が書かれた立て札のようなものが立てられている。通常は上陸できない。周囲の海はスナッカーが生息している。
クランカーのどうくつ (Clanker's Cavern)
人工的で薄汚い下水道のステージ。クランカーがいる中央部を中心にパイプで繋がれた小部屋が数個ある。クランカーを浮上させると中央部への上陸が可能になる。
ブクゲコぬま (Bubblegloop Swamp)
ジャングルのステージ。沼は「ダメージ床」になっており、歩くとピラニアに噛みつかれる。細い足場が多く、地形のほとんどが沼地となっている。登場するキャラクターはカメやカエル・ワニなど、両生類や爬虫類が多い。
フローズンズンやま (Freezeezy Peak)
雪と氷のステージ。中央の巨大雪だるまを囲むように敵のサー・スラッシュが立っている。ソリでのレースや飛びながらの的当てといったイベントがあるほか、クリスマスツリーの中や雪だるまの上にも行ける。ここの水は全域ダメージゾーンの「冷たい水」となっている。
ゴビバレーさばく (Gobi's Valley)
砂漠のステージ。ピラミッドにスフィンクス、ミイラや空飛ぶじゅうたんなどが登場する。熱砂は「ダメージ床」となっている。
マッドナイトまんしょん (Mad Monster Mansion)
グランチルダが住んでいたと思わしき夜の豪邸（廃屋）が舞台となる不気味なステージ。本館・教会・その他の3エリアに分かれており、幽霊や骸骨といった敵キャラが多く登場する。複数の種類の「ダメージ床」が各所に仕掛けられている。
サビサビみなと (Rusty Bucket Bay)
港のステージ。中央に停泊している貨物船と、それに付随する港湾施設が舞台となる。英語版のステージ名にある「Rusty Bucket」はこの貨物船の名前であり、側面に記載されている。船の中にも入れるが、エンジンルームは足場が悪く、落ちると即ミスである。このステージでは水が全域「オイルの水」となっており、「毒のオイル」が仕掛けられている箇所もある。
カッチコッチなもり (Click Clock Wood)
巨大な大木がある森。最初は春夏秋冬の四つの季節のステージに続く玄関口のような場所になっており、そこから各季節のステージに分かれ、基本的な地形や配置は同じだが、季節ごとにそれに見合った地形の変化がある。季節が進むことによって建物や道が完成したり、草花や動物が成長したりするイベントもある。初めは春エリアのステージしか入れないが、ステージ内の季節のマークが書かれたスイッチを押すことにより、次の季節のステージに行けるようになっていく。ステージ構成は大木の周りの足場となる葉や枝を登っていくのだが、季節によっては葉の足場は非常に狭くなっていたり、なくなっていたりする。冬エリアの水は「オイルの水」の特徴を持っている冷水。なお、初めはとりでにあるこのステージのジグソーパネルに台座が設置されておらず、特定のスイッチを踏んで台座を出現させなければならない。
グランチルダのクイズショー (Grunty's Furnace Fun)
グランチルダのとりでの終盤付近にあるクイズゲーム。溶岩の上にすごろくの様な足場が組まれ、1マス毎にグランチルダがクイズを出題する。問題はすべて3択であり、制限時間は10秒。正解すると1マス進め、間違うと体力が1つ分減る。正解したマスはステージを出るまでなら自由に通過できる（ステージをクリアすると全てのマスを自由に通行可能になる）。問題の内容は多岐に渡る他、所々にはちみつエネルギーや問題をパスできるカードがもらえるマスもある（マスの一覧は下記に記述）。体力がなくなったり、途中でステージを出たりすると最初からやり直しになる。クリアするとチューティが助かり、一旦エンディングが始まる（ただしゲームはまだ続く）。なお、洗濯機に変身している場合は元の姿に戻される。後方に敵が観客として登場しており、正解したりアイテムを取るとブーイング（1UPアイテムを取ると大きなブーイング）が聞こえ、間違えると歓声が轟く。
バンジョーとカズーイが描かれた青いマス
ゲームの内容について問われる、普通の文章問題。
目が描かれたオレンジ色のマス
いずれかのステージの一部の画像が表示され、写っている場所やキャラクターを当てる。場所を当てる問題の場合は特殊なアングルから写されているものもある。
音符が描かれた緑色のマス
ゲーム中の音に関する問題。たとえばアイテムを取ったときの効果音やステージのBGM、キャラクターの声などを聞かされ、それが何の音・どこのBGM・誰の声か問われる。ただしグランチルダの声に関わる問題だけは、声や効果音を聞かずとも答えがわかるような演出がなされている。
グランチルダが描かれた紫色のマス
グランチルダのとりで内にいるブレンチルダから聞いたグランチルダの秘密に関する問題。秘密は合計30。
ドクロマークが描かれた赤いマス
上記4種類のマスのうちいずれかのジャンルから出題される。間違えるとその場で溶岩に落とされて体力に関係なく即ミスとなる。
時計が書かれたピンク色のマス
問題を解く代わりに、「アクションチャレンジ」として今までに戦ったボス敵やミニゲームにもう一度挑戦する。しかしルールの変更があったり、制限時間がついていたり（もしくは短くなっていたり）して難しくなっている。ここで増えた・減った体力は終了後も持ち越しとなる。
ジョーカーマス
出題ジャンルはランダム（ドクロマークマスと同様）だが、正解するとマスを1つパスできるジョーカーカードが2枚手に入る。このマスのみ不正解だと再挑戦できない。そのため、このマスが終わると正解と不正解関係なく通過出来る。ジョーカーカードはこのステージ限定アイテムなので、ここを出ると全て没収される。
はちみつエネルギー・1UPが配置されたマス
問題を解く必要はなく、無条件でそこに置かれているアイテムが手に入る。マスに乗るだけで正解マス扱いとなり通過可能。
とりでの最上部
グランチルダのクイズショーのさらに奥にある、最後のフロア。入るのに810個のオンプと25枚のジグソーピースが必要。中には無人となったラボがあるほかに、タマゴや羽根を満タンにできる特殊なアイテムや、エネルギーの最大値を16にするハニカムのジグソーパネル（ピース4枚が必要）があり、最終決戦に備えられるが、どれもかなり大きな数字が書かれたオンプドアの奥にある。

## 主なスタッフ
- アイディア統括：Gregg Mayles
- 追加アイディア：George Andreas
- キーボード統括：Chris Sutherland
- キーボード代理：Morthen Brodersen, Paul Machacek, Graham Smith
- キーボード：Kieran Connell,　Rhys Lewis
- アザー・キーボード：Mark Wilson
- 文章統括：Steve Mayles
- コミカル表現・文章：Ed Bryan
- シーン描写：Steven Hurst
- 追加スケッチ：John Nash
- その他の描画：Chris Pell
- ビッグノイズメーカー：Grant Kirkhope
- フリープレイ統括：Huw Ward
- 書類：Simon Farmer, Eileen Hochberg
- スペルブック：Leigh Loveday
- ストレンジ・ノイズメーカー：Eveline Fischer, Lee Ray, Chris Seavor
- ビーン・カウンティング：Joel Hochberg
- ムービング&シェイキング：Tim Stamper

## 隠し要素
このゲームには普通にゲームを進めていくだけでは遊べない仕掛けが用意されている。
ボトルズのジグソー
おたからザクザクびーちの砂の城にあるジグソーを入手後、バンジョーの家にあるボトルズの絵をバンジョーアイで見ると始まるイベント。条件を満たすとどこからともなくボトルズの声がしてミニゲームが始まる。内容はジグソーパズルを一定時間内にはめ込んでいくゲームで、難易度によって7問ある。普通のジグソーパズルと異なり絵柄が動画（ゲーム内のどこかを映したデモ画面）となっているのが特徴で、ピースは回転させてはめ込む必要がある物もある。
クリアすると、1問毎に特殊なチイトのコードを教えてもらえる。おたからザクザクびーちの砂の城でそれを打ち込むと、体に魔法がかけられて普段とは異なる姿で冒険を楽しめる。なお、この効果はセーブしたり電源を切ったりすると消滅し、もう一度発生させる為にはジグソーゲームからやり直さなければならない。
隠しアイテム
ジグソーピースを100枚全部集めると、マンボから「つーぎ」（次作のこと）の写真を見ることが出来る。そこには、おたからザクザクびーちの「シャークックあいらんど」やゴビバレーさばくで不思議な卵が、フローズンズンやまの「ウォーザの洞窟」で氷のカギが手に入る様子が映し出されている。
ここまでは普通にゲームを進めれば体験できるが、アイテムは全て通常のプレイでは行けない所に配置されており、辿り着く為にはそれぞれに対応した特殊なチイトのコード（ゲーム中では知ることができない）をゲーム中に砂の城で入力しなければならない。チイトのコードは7種類あり、写真の3点を含めて6色の卵（おたからザクザクびーち、ゴビバレーさばく、マッドナイトまんしょん（2個手に入る）、サビサビみなと、カッチコッチなもり）と、氷のカギ1本（フローズンズンやま）が最終的に手に入る。一度卵やカギを入手すると、新しいセーブデータを作っても二度と現れることはない。
これらのアイテムが手に入る部屋に足を踏み込むと専用のBGMに切り替わる。また、アイテムはそれぞれ入手した時点で自動的にセーブされる。
これらのアイテムは、元々入手後に本作のカセットをN64から抜き、次作のカセットを差し込むことで次作にアイテムを受け渡すというシステムの一環として用意されていたが、N64本体やデータにかかる大きな負担の問題を解決できず、結局次作の宣伝としての役割のみが残された。
なお、エンディングで紹介された写真の3点だけは次作でそれぞれ通常入手が可能で、それぞれ新しいアクションの習得が可能になっている。
Xbox LIVE アーケード版では『2』や『ガレージ大作戦』のセーブデータを作成していれば、チイトのコードを入力しなくてもエンディングを見たファイルで入手出来る状態になっており、入手するとそれらのゲームにて使用できる（2では特定の場所で使用でき、ガレージ大作戦では秘密のパーツを入手できる）。
イベント強制進行
同じくチイトのコード（ゲーム中では知ることができない）を入力することで、本来ならば先に進むためのアイテムや行動が必要な場面（オンプドア・ステージドア・ジャンプ台）でそれらのアイテムを手に入れたり行動を起こしたりしなくても強制的に道を切り開く要素もある。ただしこれは完全な隠し要素ではなく「ズルをしてゲームを進行する」類なので、多用すると罰則としてセーブデータを消去される（事前の警告はある）。なお、全てのコードを入力したとしても最後の方のオンプドアやステージドアを開けることができないため、クリアすることは出来ない。
アイテム無限化等
これまた同じくチイトの隠しコード（ゲーム中では知ることができない）を入力することで、卵などの消費アイテムを減らなくしたり体力を一時的に最大化したりすることが可能。こちらは完全な隠し要素なので多用してもセーブデータを消去されることはないが、ほとんどの物はリセットすると効果がなくなる。
これらはゲームのクリアとは関係ないが、全く無意味というわけではない。次作ではジグソーゲームはステージに入るための試練として、隠しアイテムはゲームを進めていく上での重要アイテムとしてそれぞれ登場しており、次作の製作に大きな影響を与えている。

## シリーズ一覧

### 主役作品
バンジョーとカズーイの大冒険 (Banjo-Kazooie)
N64で発売された第1作。グランチルダに連れ去られたチューティーを助けるためにバンジョー達が旅に出る。本項目で解説する。
バンジョーとカズーイの大冒険2(Banjo-Tooie)
N64で発売された第2作。この作品の続編。復活したグランチルダを追ってマジョあいらんどへ行く。後にXbox 360に移植された。
バンジョーとカズーイの大冒険〜グランティの復讐（GBA版のみ日本未発売）(Banjo-Kazooie: Grunty's Revenge)
GBAで発売された第3作。物語の位置付けは『1』と『2』の中間である。日本では携帯アプリ（iアプリ・EZアプリ・S!アプリ）として販売されている。
バンジョーパイロット（日本未発売）(Banjo-Pilot)
GBAで発売された番外編。レースゲーム。元々は『ディディーコングレーシング』の続編だった物を、主役をバンジョーに変更した作品。
バンジョーとカズーイの大冒険 ガレージ大作戦 (Banjo-Kazooie: Nuts & Bolts)
Xbox 360で発売された第4作。
また開発中止作品としてニンテンドー ゲームキューブ用に3作として開発していた『Banjo-Threeie』や、2004年に1作のリメイク作（『コンカー: Live and Reloaded』の様な）としてXbox用に開発していた3作となるはずであった『Banjo X』と、同じくXbox用に様々なパーツでカートを組み立てるカートレースゲーム（コードネーム、『Banjo-Kazoomie』）も開発していた。開発中止後に4作の『バンジョーとカズーイの大冒険 ガレージ大作戦』に幾つかのアイデアが再利用され新しく開発された。また2008年にはXbox 360用に『Banjo-Karting』と言うレースゲームも開発していたが中止されている。その後、『ソニック&セガ オールスターズ レーシング』で1台が収録された。

### 関連作品
ディディーコングレーシング (Diddy Kong Racing)
N64で発売された番外編。バンジョーがゲームで初登場した作品であり、レーサーとして登場している。本作『バンジョーとカズーイの大冒険』よりも先に発売された作品である。 なお、この作品の発売の頃には、まだカズーイは説明書に名前のみで、本編には登場しておらず、この作品では後付け設定により留守番ということになっている。
ソニック&セガ オールスターズ レーシング（日本未発売）(Sonic & Sega All-Stars Racing)
複数機種で発売された、セガのキャラクターが登場するレーシングゲーム。Xbox 360版のみ、ゲストキャラクターとして「バンジョー&カズーイ」が登場している。
大乱闘スマッシュブラザーズ SPECIAL（Nintendo Switch）
2019年9月5日、DLC追加ファイター・第3弾として「バンジョー&カズーイ」が販売開始された。本作でのバンジョーとカズーイは、NINTENDO64及びXbox 360でリリースされたオリジナル版のデザインを踏襲している。マイクロソフトによるレア社の買収に伴い、IPが任天堂から他社へと移されたキャラクターがスマブラシリーズに参戦するのは初であり、2019年11月現在では唯一の例となる。
また任天堂ハード及び、発売元が任天堂となるゲーム作品に登場するのは『バンジョーとカズーイの大冒検2』以来、19年ぶりとなる。出典の開発元を同じレア社とするスーパードンキーコングシリーズの2代目ドンキーコング、キングクルールとは本作で初共演となるが、ディディーコングとは『ディディーコングレーシング』に続いて2度目の共演である。

## Xbox 360版
N64版のリメイク作品。2008年12月3日にXbox LIVE アーケード（ダウンロード専売）として有料配信開始。Xbox 360マーケットプレースから購入するため、入手にはインターネット接続環境が必須である。
画面が高解像度化されたほか実績システムにも対応し、『バンジョーとカズーイの大冒険 ガレージ大作戦』ともリンクする。
それ以外の変更点は、画面は従来の4:3と16:9が選択可能、画面表示されるステータスなどのグラフィックは作り直しで新規、高解像度化になったことでN64版よりグラフィックが向上してより細かく表現出来るようになったこと、ステージ中でミスをしても音符などがリセットされずにそのままでハイスコアが廃止になったなどが挙げられる。なお、オリジナル版の発売元の版権は任天堂であったため、ゲーム内にあった任天堂に関係したグラフィックと演出など全て削除、差し替えで変更されている。
『バンジョーとカズーイの大冒険 ガレージ大作戦』の初回生産分1万本には、この製品が無料でダウンロードできるチケットが封入された。
2015年にはXbox Oneの後方互換機能に対応し、Xbox Oneにダウンロードしてプレイすることが可能になった。既にXbox 360版を購入している場合、買い直しは必要なく無料でプレイ可能。
2019年に4K対応アップデートであるXbox One X エンハンスドに対応し、Xbox One X上での動作時のみ4K解像度でプレイできるようになった。

## 評価・受賞
本作は繊細に描き込まれた精密なグラフィック、多彩で画期的な音楽演出、完成度の高いゲーム性により多方面から高評価を得ている。北米を基軸とした海外では大ヒットし、日本とアメリカ合衆国を合わせて180万以上のセールスを記録した。Metacriticでは100中92点を獲得し、「当然の評価だ」と称される。
『スーパーマリオ64』との類似・共通点からしばしば比較され、姉妹作品として扱われることがある。双方をプレイした評論家からは『スーパーマリオ64』より高く評価する声も見られる。具体的にはキャラクターとシナリオの面白さ、グラフィックの作り込みなどが差別化出来る特徴として挙げられている。Game Informerは｢本作とスーパーマリオ64の類似点は多いが、練られた世界観によって異世界を冒険をする感覚をより一層感じさせてくれる｣と記し、GameProは「本作はスーパーマリオ64よりも更に進化したより魅力的なゲーム」と評する。ゲームジャーナリストのピア・シュナイダーはIGNの記事にて10中9.6の評価を与え、「最高の3Dゲーム、十二分にスーパーマリオ64に取って変わることが出来る立派な作品」「いきいきとしたキャラクターがより多く、様々な場所に登場し、世界観に深味と面白味を与えている」「実にディズニー風で、プレイヤーが訪れる先がどんな場所であるのかを音楽演出で伝えてくれる」などの称賛を記した。Allgameのコリン・ウィリアムソンも「シンプルかつ楽しさと創造力に富み、印象的なキャラクターが多い」と類似の称賛を述べ、ステージの構造も評価点に挙げた。GameSpotのジェフ・ゲルストマンは「基本的なゲーム性はスーパーマリオ64とほぼ変わらないが、細部はより優れ、進化している作品だ」と評価、また本作のグラフィックに対し「スーパーマリオ64よりも更に一段上のレベル。ポリゴンのクオリティそのものは大差ないが、スーパーマリオ64の外観はほとんどベタ塗りで、良くて陰影があるくらい。一方バンジョーとカズーイは密度高く描き込まれたテクスチャーが満遍なく貼られている｣と称している。
レア製作によるゲームの多くに見られるように、本作も非常に長いフレームレートとドローディスタンスが発揮されており、遠景に霧がかからずステージの奥まで明瞭に見渡すことが出来る。同時期に発売されたNINTENDO 64のゲームにおいてこれほどのグラフィック処理能力が搭載されているものは極めて少なく、レア社の技術力の高さを表す一要因となっている。BGMがエリア毎の雰囲気に合わせた曲調にアレンジされて変化するという特徴的な音楽演出や、キャラクターがセリフを発する際の独特な声の演出なども好評価を得ている。
批判点としてはカメラアングルの性能が指摘され、Game Revolutionでは「ジャンプなどカメラアングルが重視されるアクション時において、角度が時折不安定になり着地に失敗しやすい」ことを唯一の難点として挙げている。
1999年にAcademy of Interactive Arts & Sciencesから芸術・グラフィックスに関する二つの賞を受賞。2000年、IGNから1998年のゲームにおけるベストグラフィック・ベストテクスチャーデザイン・ベストゲーム音楽の三賞を受賞した。2000年、IGNによるベストゲームトップ25のランキングにおいて7位を記録。2009年、Game Informerによる全ゲームのベストランキングトップ100において71位にランクイン。